# Biblioteca Nacional de Angola
A Biblioteca Nacional de Angola, localizada na capital Luanda, é a biblioteca nacional da República de Angola. 
A Biblioteca Nacional de Angola foi fundada em 1969, ainda com o país sob domínio português, e é desde então responsável pelo sistema do depósito legal em Angola, entre outras funções, como a de biblioteca pública.
Em 2018 a Biblioteca foi frequentada por mais de 78 mil utentes, um aumento de 65% comparado com 2013.
A publicação mais antiga é o Diário do Governo, com uma coleção de exemplares a partir do ano 1872.

## História
A Biblioteca Nacional de Angola foi fundada por decreto n.º 49 448, de 27 de Dezembro de 1969 (Boletim Oficial n.º 301, I Série), instalada provisoriamente nas salas do rés-do-chão do edifício dos Serviços de Educação do Ultramar. O seu fundo era constituido por documentos provenientes do Museu de Angola, do Instituto de Investigação Científica de Angola e pelo acervo completo da Biblioteca Central de Educação. O seu primeiro diretor veio a ser o Dr. Álvaro Fernando Aleixo Peres do Carmo Vaz, empossado no dia 15 de Março de 1971 na sala de leitura da Biblioteca Ncional de Angola.
Depois da independência de Angola em 1975, a Biblioteca Nacional viu aprovado seu novo estatuto legal pelo decreto n.º 41/77, de 3 de Março de 1977, publicado no Diário da República n.º 109, I Série, de 10 de Maio de 1977. O decreto define o estatuto orgânico do Conselho Nacional da Cultura que contempla, entre os órgãos executivos, o Departamento Nacional das Bibliotecas. Nas atribuições deste constam as obrigações de controlar a Biblioteca Nacional de Angola e as bibliotecas públicas, municipais e estatais, de organizar o catálogo central geral de todas as bibliotecas de Angola, de estabelecer um sistema de catalogação e de classificação único de todas as bibliotecas, de criar novas bibliotecas e de promover o gosto pela leitura, livre ou orientada. O decreto n.º 36/93, de 10 de Dezembro de 1993, publicado no Diário da República n.º 48, I Série, de 10 de Dezembro 1993, define também a Biblioteca Nacional como órgão tutelado pelo Ministério da Cultura.
Em 2011, pelo decreto presidencial n.º 205/11, de 26 de Julho, a Biblioteca Nacional é definida como uma “pessoa de direito público, com personalidade jurídica, dotada de autonomia administrativa, financeira e patrimonial; tendo como objecto preservar e promover o crescimento do acervo bibliográfico nacional, assegurar o Depósito Legal das publicações, bem como realizar acções de promoção da leitura pública“. É com este diploma que a Biblioteca Nacional é dotada das competências para funcionar amplamente como agência bibliográfica nacional e entidade de organização sectorial no âmbito da documentação e informação em Angola.
Em 2014, a ministra da cultura angolana, Rosa Cruz e Silva, anunciou a construção de uma nova Biblioteca Nacional em Camama, uma comuna da capital angolana.